# Pachycephalidae
Pachycephalidae é uma família de aves da ordem Passeriformes.

## Géneros
- Aleadryas Iredale, 1956
- Colluricincla Vigors & Horsfield, 1827
- Coracornis Riley, 1918
- Falcunculus Vieillot, 1816
- Oreoica Gould, 1838
- Pachycephala Vigors, 1825
- Pitohui Lesson, 1831
- Rhagologus Stresemann & Paludan, 1934
- Turnagra (extinto)